# قلعه تنجین‌یاما
قلعه تنجین‌یاما (به ژاپنی: 天神山城) یک قلعه ژاپنی متعلق به اوراگامی مونه‌کاگه بود که در ولایت بیزن بخش واکه، اوکایاما، استان اوکایاما، ژاپن قرار داشت.